# Erik August Tersmeden
Erik August Tersmeden, född 4 juli 1759 i Ramnäs, död 1 februari 1790 i Störsvik, var en svensk militär.

## Biografi
Erik August Tersmeden var son till assessor Jacob Tersmeden den yngre och Magdalena Elisabeth Söderhielm. Han hade flera syskon som innehade framstående positioner inom det svenska näringslivet och politiken.
Tersmeden inledde sin militära bana som fänrik vid Livgardet år 1776. Han befordrades till löjtnant 1781 och blev kapten 1788. Utnämndes därefter till adjutant hos kung Gustav III, vilken han följde under kungens resa till Dalarna. Senare avancerade han till överstelöjtnant i armén, generaladjutant av flygeln samt chef för en bataljon inom Dalfrikåren. År 1789 blev han överste.
Erik August Tersmeden avled ogift år 1790 i Nyland. Han begravdes i Ekenäs stads kyrka.